# Michael E. Soleglad
Michael E. Soleglad est un arachnologiste américain.
C'est un spécialiste des scorpions néarctiques.

## Taxons nommés en son honneur
- Vaejovis solegladi Sissom, 1991
- Babycurus solegladi Lourenço, 2005

## Quelques Taxons décrits
- Calchas birulai Fet, Soleglad & Kovařík, 2009
- Calchas gruberi Fet, Soleglad & Kovařík, 2009
- Compsobuthus persicus Navidpour, Soleglad, Fet & Kovařík, 2008
- Franckeus Soleglad & Fet, 2005
- Gertschius crassicorpus Graham & Soleglad, 2007
- Gertschius Graham & Soleglad, 2007
- Hadrurus anzaborrego Soleglad, Fet & Lowe, 2011
- Hoffmannihadrurus gertschi (Soleglad, 1976)
- Hoffmannihadrurus Fet & Soleglad, 2004
- Hoffmannius waueri (Gertsch & Soleglad, 1972)
- Hoffmannius Soleglad & Fet, 2008
- Hottentotta khoozestanus Navidpour, Kovařík, Soleglad & Fet, 2008
- Hottentotta lorestanus Navidpour, Nayebzadeh, Soleglad, Fet, Kovarik & Kayedi, 2010
- Kochius kovariki Soleglad & Fet, 2008
- Kochius Soleglad & Fet, 2008
- Neochactas Soleglad & Fet, 2003
- Paruroctonus bantai (Gertsch & Soleglad, 1966)
- Paruroctonus luteolus (Gertsch & Soleglad, 1966)
- Paruroctonus stahnkei (Gertsch & Soleglad, 1966)
- Paruroctonus xanthus (Gertsch & Soleglad, 1966)
- Pseudouroctonus andreas (Gertsch & Soleglad, 1972)
- Pseudouroctonus angelenus (Gertsch & Soleglad, 1972)
- Pseudouroctonus apacheanus (Gertsch & Soleglad, 1972)
- Pseudouroctonus bogerti (Gertsch & Soleglad, 1972)
- Pseudouroctonus cazieri (Gertsch & Soleglad, 1972)
- Pseudouroctonus chicano (Gertsch & Soleglad, 1972)
- Pseudouroctonus iviei (Gertsch & Soleglad, 1972)
- Pseudouroctonus lindsayi (Gertsch & Soleglad, 1972)
- Pseudouroctonus reddelli (Gertsch & Soleglad, 1972)
- Pseudouroctonus rufulus (Gertsch & Soleglad, 1972)
- Pseudouroctonus williamsi (Gertsch & Soleglad, 1972)
- Serradigitus calidus (Soleglad, 1974)
- Serradigitus joshuaensis (Soleglad, 1972)
- Smeringurus aridus (Soleglad, 1972)
- Stahnkeus subtilimanus (Soleglad, 1972)
- Stahnkeus Soleglad & Fet, 2006
- Syntropis aalbui Lowe, Soleglad & Fet, 2007
- Syntropis williamsi Soleglad, Lowe & Fet, 2007
- Thorellius Soleglad & Fet, 2008
- Uroctonites huachuca (Gertsch & Soleglad, 1972)
- Uroctonites montereus (Gertsch & Soleglad, 1972)
- Uroctonites sequoia (Gertsch & Soleglad, 1972)
- Vaejovis davidi Soleglad & Fet, 2005
- Vaejovis gracilis Gertsch & Soleglad, 1972
- Vaejovis paysonensis Soleglad, 1973
- Vaejovis solegladi Sissom, 1991
- Vaejovis vaquero Gertsch & Soleglad, 1972
- Wernerius Soleglad & Fet, 2008

Soleglad est l’abréviation habituelle de Michael E. Soleglad en zoologie.

Consulter la liste des abréviations d'auteur en zoologie ou la liste des taxons zoologiques assignés à cet auteur par ZooBank